# Cabrières-d’Aigues
Cabrières-d’Aigues – miejscowość i gmina we Francji, w regionie Prowansja-Alpy-Lazurowe Wybrzeże, w departamencie Vaucluse.
Według danych na rok 2006 gminę zamieszkiwały 819 osoby, a gęstość zaludnienia wynosiła 43 osób/km² (wśród 963 gmin regionu Prowansja-Alpy-W. Lazurowe Cabrières-d’Aigues plasuje się na 474. miejscu pod względem liczby ludności, natomiast pod względem powierzchni na miejscu 514.).